# Sisymbrium runcinatum
Sisymbrium runcinatum là một loài thực vật có hoa trong họ Cải. Loài này được Lag. ex DC. miêu tả khoa học đầu tiên năm 1821.